# Archidiócesis de Mérida-Badajoz
La archidiócesis de Mérida-Badajoz (en latín: Archidioecesis Emeritensis Augustana-Pacensis) es una circunscripción eclesiástica de la Iglesia católica en España. Se trata de una archidiócesis latina, sede metropolitana de la provincia eclesiástica de Mérida-Badajoz. Desde el 29 de junio de 2024 su arzobispo es José Rodríguez Carballo, de la Orden de Frailes Menores.

## Territorio y organización

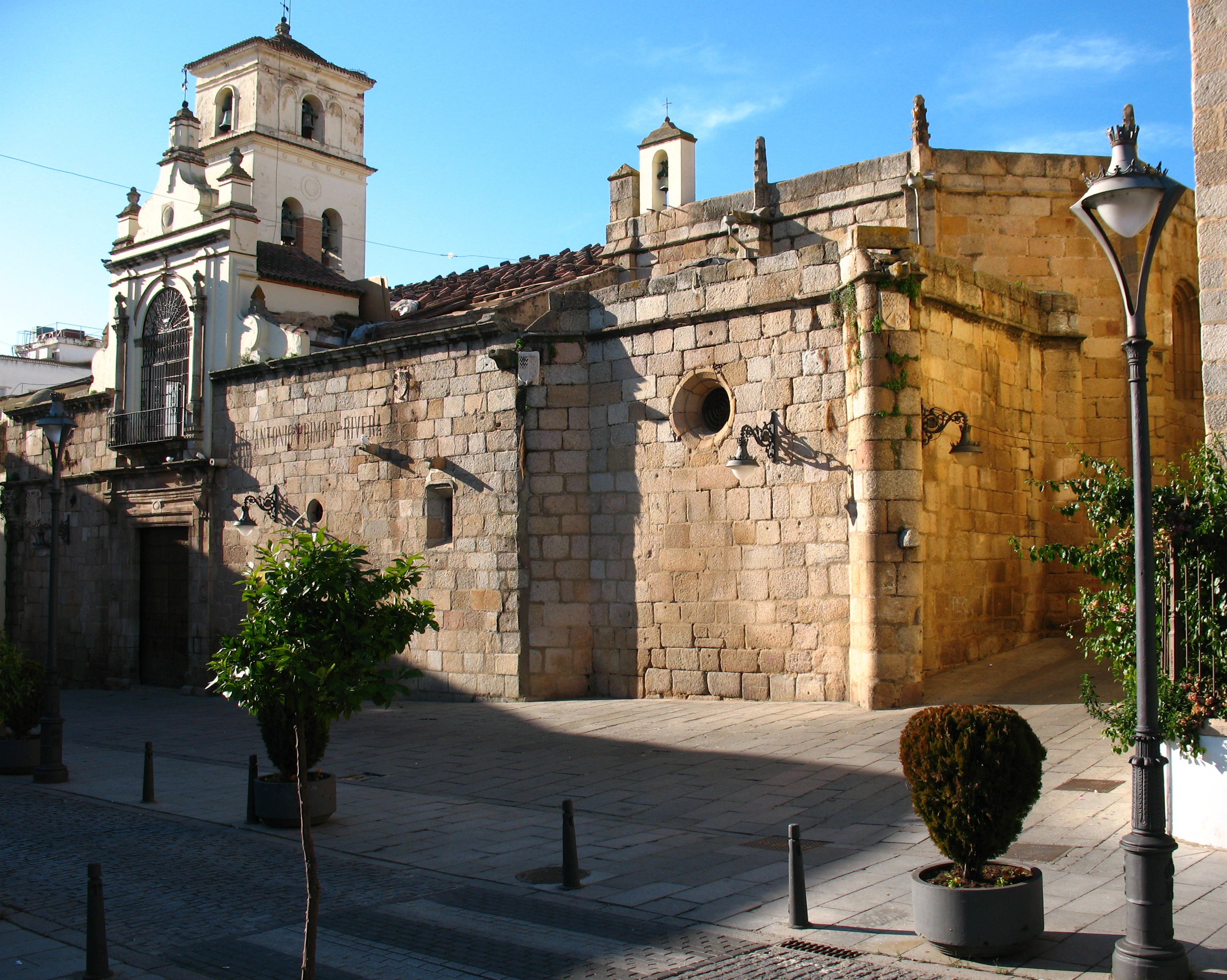
Concatedral de Santa María la Mayor, en Mérida

La archidiócesis tiene 17 405 km² y extiende su jurisdicción sobre los fieles católicos de rito latino residentes en 133 municipios de la comunidad autónoma de Extremadura, abarcando la provincia de Badajoz con excepción de la zona de Don Benito que pertenece a la diócesis de Plasencia. Geográficamente se encuentra en el suroeste de la Meseta Central. Limita al norte con la provincia de Cáceres, al oeste con Portugal, al este con Castilla-La Mancha (con Ciudad Real) y al sur con Andalucía (con Córdoba, Sevilla y Huelva). La archidiócesis limita por el norte con las diócesis de Plasencia y Coria-Cáceres, por el oeste con la archidiócesis de Évora (Portugal), por el este con las archidiócesis de Toledo y por el sur con la archidiócesis de Sevilla y las diócesis de Córdoba y Huelva.

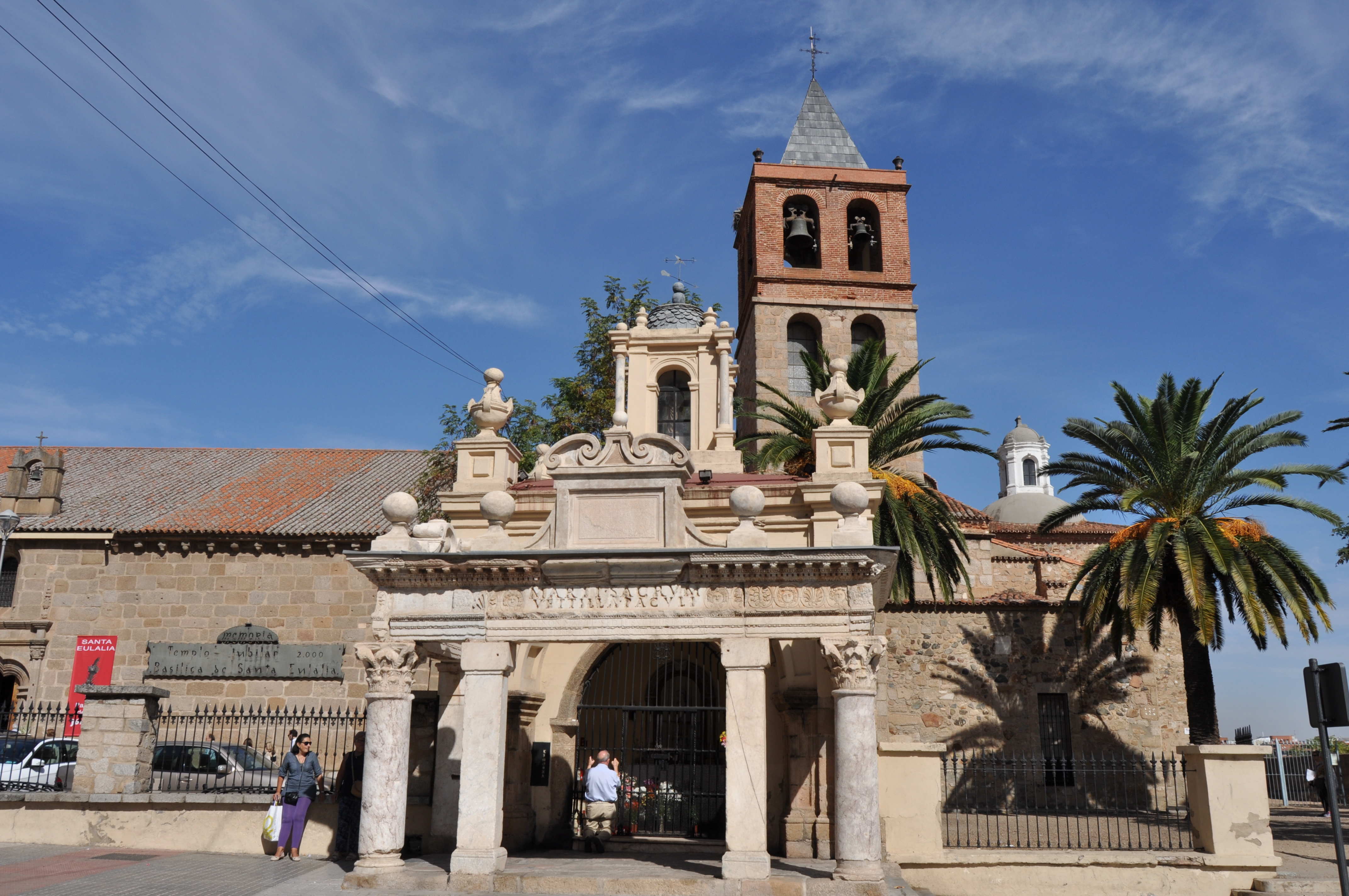
Basílica de Santa Eulalia, en Mérida

La sede de la archidiócesis se encuentra en las ciudades  de Mérida y Badajoz. En esta se halla la Catedral de San Juan Bautista. En Mérida se halla la Concatedral de Santa María la Mayor y la basílica menor de Santa Eulalia. Según la bula Universae Ecclesiae sustinentes, el Arzobispo metropolita podrá residir tanto en Badajoz como en Mérida y establecer las oficinas archidiocesanas en uno y otro lugar. La mayor parte de las instituciones archidiocesanas se encuentran en la ciudad de Badajoz (Cáritas Diocesana de Mérida-Badajoz, Seminario Metropolitano de San Atón, Instituto Superior de Ciencias Religiosas "Virgen de Guadalupe", Colegio Diocesano "San Atón"), habilitándose la Casa de Santa María como sede del arzobispado en Mérida. Existen cabildos metropolitanos en Badajoz y en Mérida.

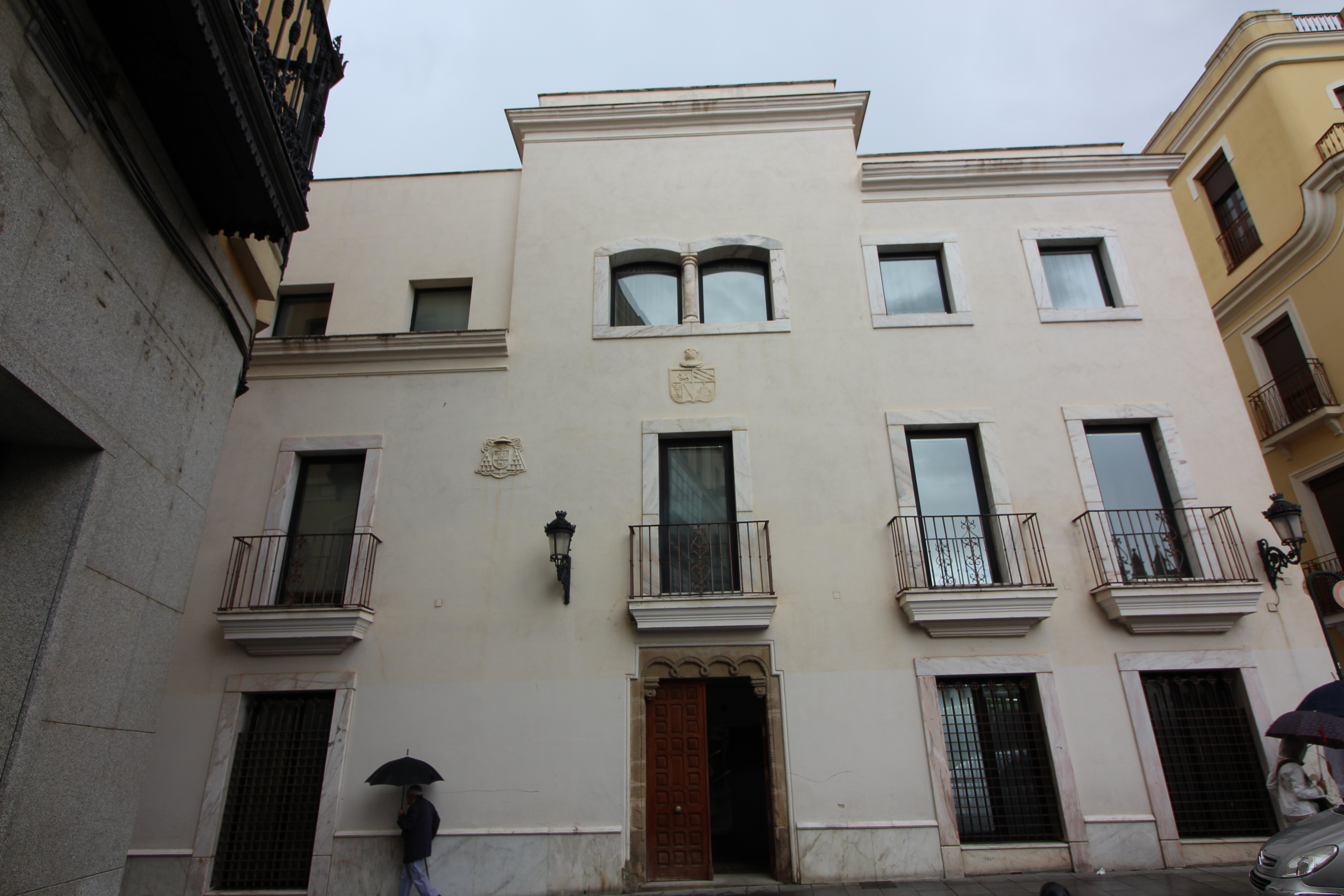
Sede del arzobispado en Badajoz

En 2021 en la archidiócesis existían 202 parroquias agrupadas en 17 arciprestazgos y estos en 5 vicarías (San Juan Bautista, Santa Eulalia, San Juan Macías, Nuestra Señora de Guadalupe y San Pedro de Alcántara) desde la reestructuración del territorio diocesano efectuada por el prelado Celso Morga en 2020.

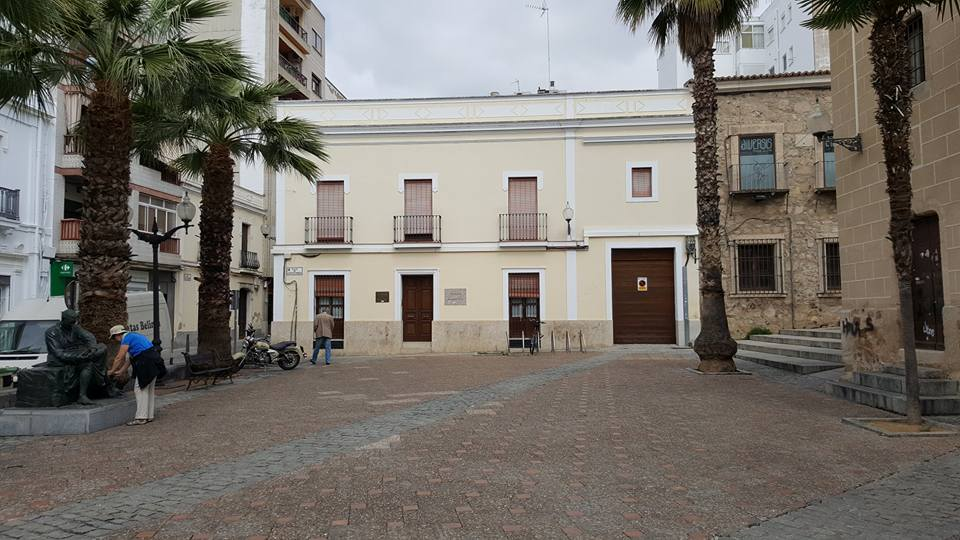
Sede del arzobispado en Mérida

## Historia

### Sede arzobispal de Mérida
Augusta Emerita, la actual ciudad española de Mérida, fue la capital de la provincia de Lusitania en la época romana. El cristianismo se estableció rápidamente, al igual que las primeras estructuras eclesiásticas. Las primeras comunidades cristianas estables aparecen suficientemente arraigadas en Lusitania ya en el siglo III. El primer obispo conocido de la diócesis de Augusta Emerita es Marcial, cuyo nombre aparece en una carta de Cipriano de Cartago de mediados del siglo III al clero y pueblo de Augusta Emerita (255-257). Es el documento más antiguo sobre la provincia metropolitana de Lusitania. Como capital de la provincia romana de Lusitania, Augusta Emerita pronto se convirtió, probablemente a partir del siglo IV, en sede eclesiástica metropolitana: el primer prelado que llevó el título de metropolitano fue Fiorenzo. De la provincia eclesiástica de Augusta Emerita dependían doce diócesis sufragáneas: Ábula (Ávila), Caliabria (ofrece dudas sobre su localización), Cauria (Coria), Conímbriga (Coímbra), Ebora Liberalitas Iulia (Évora), Idigitania o Egitania (actual Idanha-a-Velha), Lameco (Lamego), Olissipo (Lisboa), Ossonoba (Algarve), Pax Iulia (Beja), Salmántica (Salamanca) y Bisseon (Viseu).
De la época en que Mérida fue cabeza de esta extensa archidiócesis se conservan noticias muy esporádicas de sus arzobispos. En el siglo III comienza la serie de metropolitanos emeritenses con Marcial (¿-255), depuesto por sus propios feligreses que colocaron en su lugar a Félix (255?).
En el siglo IV aparece el pontificado de Liberio que asistió al Concilio de Elvira (311) y al de Arlés (314). Fue el primer arzobispo de Mérida después del Edicto de Milán promulgado por Constantino el Grande (313). Le sucedió Florentino, de quien se conservan pocos datos. Hacia finales de esta centuria se sitúa el pontificado de Idacio, que persiguió junto con el obispo Itacio de Oxonoba, al hereje Prisciliano y a sus partidarios (384-400) hasta conseguir su condena a muerte. Esto le ocasionó un duro enfrentamiento con sus feligreses, que terminaron por deponerlo. Siguen Patruino (385-402) y Gregorio, citado en una de la Decretales del papa Inocencio III. La ocupación de Hispania por los pueblos germánicos no afectó a la sede arzobispal, que fue respetada.
Continúa la sucesión con Antonio (445-449), que lucha contra maniqueos y priscilianistas; y Zenón (c 483), vicario apostólico en España. Paulo de Mérida (530-560), médico de origen griego, promovido a la sede arzobispal ya en el siglo VI y cuyo largo pontificado fue uno de los más comprometidos por la lucha contra los herejes arrianos, mayoritarios en la diócesis. Asoció a la sede a su sobrino Fidel, que lo sucedió al morir.
A Fidel le sucedió en la silla metropolitana la relevante figura de Masona, el más destacado de los arzobispos de Mérida y una de las personalidades más notables de su época. Sufrió persecución por parte del rey Leovigildo para que se hiciera arriano; aconsejó al príncipe Hermenegildo, convertido al catolicismo, y asistió al III Concilio de Toledo (589), en el que el rey Recaredo I abjuró de la herejía arriana y se convirtió al catolicismo. A este sucedieron durante el siglo VII: Inocencio (606-616); Renovato (616-632); Esteban I (632-637) que estuvo en el IV Concilio de Toledo; Oroncio (638-653) que asistió al VII y VIII Concilios de Toledo; Profirio (666); Festo (672); Esteban II (680-684) que asistió al XIV Concilio de Toledo; un Zenón, cuyo pontificado se cree tuvo lugar en el siglo V; Máximo (688-693), y Ariulfo, último de los metropolitanos que corresponde a época visigoda, ya que en su pontificado se produjo la invasión y ocupación de Lusitania por los musulmanes.
Hay tres concilios provinciales que se celebraron en Augusta Emerita, pero sólo se han conservado las actas de uno de ellos, el concilio del 666. Los otros dos concilios se conocen indirectamente; el primero probablemente se celebró después del 325 y antes del Concilio de Toledo del 400; el segundo tuvo lugar poco después del año 650.
En 714 Mérida fue conquistada por los musulmanes bajo el mandato de Mussa-Ibn-Nusair, pero probablemente se mantuvo la sucesión episcopal, dado que en 862 se indica el nombre de Arnulfo (Arulpho) citado por Eulogio de Córdoba como uno de los asistentes al concilio de aquella ciudad convocado por el emir Abd-Al-Ramán II. En ese concilio se trató sobre los martirios voluntarios de los mozárabes, refugiados en la fortaleza de Bathalios (Badajoz) bajo la protección del rey Ibn-Marwan Al Yilliqui, un muladí que se había sublevado contra el emir cordobés.
Ya no sería hasta el siglo XII (1120) cuando el papa Calixto II, al erigir la provincia metropolitana de Santiago de Compostela, trasladó a ella todos los derechos y privilegios, así como las sedes sufragáneas del arzobispado emeritense hasta que se reconquistase Mérida y se repusiese su silla arzobispal. Esta circunstancia se produjo en 1228, cuando el rey de León Alfonso IX tomó la ciudad al poder musulmán; pero el hecho de que colaborasen con el monarca leonés el arzobispo de Santiago, Bernardo, y el maestre de la recién creada Orden de Santiago, hizo que ninguno de los dos estuviese dispuesto a restablecer la sede metropolitana.
El papa Gregorio IX insistió en la restauración de la sede de Mérida (bula del 29 de octubre de 1230) al arzobispo Bernardo, quien dio cumplimiento a las exigencias del pontífice, nombrando a Alfonso, porcionario de la iglesia de Santiago, como obispo de Mérida, pero fue anulado su nombramiento a los pocos meses por el mismo arzobispo. Y con el fin de evitar una nueva restauración, cedió Mérida y su tierra a los caballeros de la Orden de Santiago, que establecieron en ella el provisorato de la provincia de León de dicha orden.

### Sede episcopal de Badajoz
Hacia el año 875 fue fundada por Ibn Marwan la ciudad árabe de Badajoz, poblada por numerosos exiliados, tanto musulmanes como cristianos, procedentes de Mérida. Según historiadores recientes, en la nueva ciudad de Badajoz se produjo un hecho único en la España mozárabe: la erección de una diócesis ex novo, que fuentes árabes mencionan como la decimotercera de la provincia eclesiástica de Mérida. Los mismos historiadores no excluyen que el arzobispo de Mérida trasladara su sede a Badajoz, ya que Mérida se había vuelto insegura debido a las continuas luchas internas del califato árabe y las guerras contra los cristianos del norte. Se conocen los nombres de tres obispos de esta diócesis bajo el Califato de Córdoba: Teudocutus (904), Julius (932, en época de Abd-Al-Raman II En-Nassir) y Daniel (1000), que probablemente gobernaba una pequeña comunidad cristiana en un contexto predominantemente musulmán. Después del siglo X no se sabe nada de esta primitiva diócesis de Badajoz.
En 1228 Badajoz fue reconquistada por Alfonso IX de León, con la ayuda preponderante de las órdenes militares de caballería de Santiago y Alcántara. A cambio, estas adquirieron grandes posesiones, que pronto obtuvieron la exención eclesiástica, constituyéndose con el tiempo en verdaderas diócesis nullius, independientes de la autoridad de los obispos locales, en este caso los obispos de Badajoz; esto resultó en continuos conflictos de jurisdicción y competencia, que continuaron hasta el siglo XIX.
El 29 de octubre de 1230 el papa Gregorio IX escribió al arzobispo de Santiago de Compostela para invitarlo a reconstituir las dos diócesis en los territorios recientemente arrebatados a los árabes, es decir, las sedes de Mérida y Badajoz. En realidad, los territorios bajo la jurisdicción de los arzobispos de Mérida fueron otorgados, mediante privilegios posteriormente confirmados por los papas, a los priores de las órdenes militares. La reconstitución de la diócesis mozárabe de Badajoz también encontró dificultades, si es cierto que el primer obispo conocido, Pedro Pérez, apareció por primera vez sólo en 1255, veinticinco años después de la carta de Gregorio IX.
Desde su fundación, la diócesis asumió el nombre eclesiástico de dioecesis Pacensis, debido a la creencia errónea de que Badajoz correspondía a la antigua ciudad romana de Pax Iulia, que en época visigoda había asumido el nombre de La Paz. Hoy ya no cabe duda de que la civitas Pacensis corresponde en realidad a la Beja portuguesa, a unos 160 km de Badajoz.
No fue hasta el reinado de Alfonso X, El Sabio, cuando se crease en Badajoz un cabildo catedralicio, con sus privilegios, y se determinase una circunscripción territorial propia, separada de la jurisdicción de las órdenes de caballería, por la bula del papa Alejandro IV (1255) que nombró obispo de la diócesis a fray Pedro Pérez.
Los primeros obispos organizaron la nueva diócesis, entrando muchas veces en conflicto con las órdenes militares e iniciaron la construcción de la catedral. La diócesis estaba dividida en dos arciprestazgos, Alburquerque y La Parra, y cinco vicariatos: Fregenal, Burguillos, Barcarrota, Jerez de los Caballeros y Olivenza, siendo este último sustituido por Villagarcía en el siglo XV. Algunas parroquias, pertenecientes hoy a Portugal, inicialmente formaban parte de la diócesis y luego fueron cedidas.
Como era habitual, los obispos eran elegidos por el cabildo catedralicio y confirmados por el metropolitano de Santiago de Compostela, de la que la diócesis era sufragánea. Bernardo fue el primer obispo designado por la Santa Sede en 1300; Gómez Suárez de Figueroa, sin embargo, fue el último obispo elegido por el cabildo en 1480, prerrogativa que a partir de este momento quedó asignada a los reyes españoles.
El 3 de mayo de 1664 se creó el seminario diocesano, dedicado a san Attho, cuyo nuevo edificio fue inaugurado en 1754.
El área territorial diocesana de la sede pacense fue durante siglos muy pequeña, ya que se extendía en una pequeña franja estrecha sobre la frontera portuguesa, desde Alburquerque hasta Zafra y Fregenal de la Sierra. En 1873 la bula Quo gravius del papa Pío IX quitó grandes territorios de la administración de las órdenes militares de Santiago (Llerena) y Alcántara (Magacela y Zalamea de la Serena) y los agregó a los de la diócesis, que hasta entonces habían tenido proporciones territoriales modestas. Con esta decisión el pontífice implementó las disposiciones del concordato de 1851, que había quedado letra muerta debido a la oposición de las órdenes militares. Fue en esta ocasión cuando la antigua ciudad de Mérida pasó a formar parte de pleno derecho de la diócesis de Badajoz; al mismo tiempo la diócesis pasó a ser sufragánea de la archidiócesis de Sevilla.
Tras el concordato de 1953, en 1958 se modificaron los límites territoriales mediante el decreto Quum sollemnibus: la diócesis adquirió el arciprestazgo de Castuera a la diócesis de Córdoba y las parroquias de San Vicente de Alcántara y Puebla de Obando a la diócesis de Coria-Cáceres; y al mismo tiempo cedió el arciprestazgo de Montánchez a la misma diócesis de Coria-Cáceres.

### La restitución de la archidiócesis metropolitana
El 28 de julio de 1994 el papa Juan Pablo II, por la bula Universae Ecclesiae erigió la nueva provincia eclesiástica de Mérida-Badajoz, que comprende a las tres diócesis extremeñas: Badajoz, Coria-Cáceres y Plasencia. La de Badajoz se unió a la de Mérida y fue elevada a archidiócesis metropolitana. El primer arzobispo de la nueva sede metropolitana fue Antonio Montero Moreno, que tomó posesión de la archidiócesis en el acto de ejecución de dicha bula, en el teatro romano de Mérida, el 12 de octubre de 1994. Al acto asistieron 15 prelados españoles, el nuncio Lajos Kada y 4500 personas, junto con autoridades civiles de Extremadura.

## Estadísticas
Según el Anuario Pontificio 2022 la arquidiócesis tenía a fines de 2021 un total de 579 495 fieles bautizados.
| Año                                                                             | Población            | Población | Población      | Sacerdotes | Sacerdotes    | Sacerdotes    | Bautizados por sacerdote | Diáconos permanentes | Religiosos | Religiosos | Parroquias |
| Año                                                                             | Bautizados católicos | Total     | % de católicos | Total      | Clero secular | Clero regular | Bautizados por sacerdote | Diáconos permanentes | Varones    | Mujeres    | Parroquias |
| ------------------------------------------------------------------------------- | -------------------- | --------- | -------------- | ---------- | ------------- | ------------- | ------------------------ | -------------------- | ---------- | ---------- | ---------- |
| 1950                                                                            | 687 000              | 687 000   | 100.0          | 320        | 245           | 75            | 2146                     |                      | 211        | 649        | 151        |
| 1959                                                                            | 765 397              | 765 397   | 100.0          | 385        | 305           | 80            | 1988                     |                      | 225        | 710        | 182        |
| 1970                                                                            | 650 000              | 650 187   | 100.0          | 436        | 351           | 85            | 1490                     |                      | 158        | 1013       | 216        |
| 1980                                                                            | 594 697              | 597 495   | 99.5           | 370        | 305           | 65            | 1607                     |                      | 95         | 879        | 216        |
| 1990                                                                            | 600 239              | 600 544   | 99.9           | 362        | 294           | 68            | 1658                     |                      | 94         | 920        | 210        |
| 1999                                                                            | 623 953              | 626 875   | 99.5           | 350        | 283           | 67            | 1782                     |                      | 93         | 907        | 215        |
| 2000                                                                            | 584 201              | 587 123   | 99.5           | 344        | 277           | 67            | 1698                     |                      | 93         | 907        | 216        |
| 2001                                                                            | 583 411              | 586 343   | 99.5           | 340        | 273           | 67            | 1715                     |                      | 93         | 913        | 216        |
| 2002                                                                            | 583 751              | 586 728   | 99.5           | 327        | 276           | 51            | 1785                     |                      | 64         | 906        | 217        |
| 2003                                                                            | 575 661              | 578 638   | 99.5           | 327        | 271           | 56            | 1760                     |                      | 79         | 858        | 218        |
| 2004                                                                            | 581 414              | 585 290   | 99.3           | 327        | 271           | 56            | 1778                     |                      | 79         | 814        | 218        |
| 2013                                                                            | 588 100              | 597 300   | 98.5           | 311        | 271           | 40            | 1890                     |                      | 47         | 590        | 217        |
| 2016                                                                            | 543 843              | 604 292   | 90.0           | 299        | 257           | 42            | 1818                     |                      | 49         | 561        | 205        |
| 2019                                                                            | 543 900              | 605 750   | 89.8           | 280        | 238           | 42            | 1942                     |                      | 47         | 564        | 202        |
| 2021                                                                            | 579 495              | 603 640   | 96.0           | 216        | 216           |               | 2682                     |                      | 5          | 535        | 202        |
| Fuente: Catholic-Hierarchy, que a su vez toma los datos del Anuario Pontificio. |                      |           |                |            |               |               |                          |                      |            |            |            |

En el curso académico 2022-2023 la archidiócesis cuenta con 7 seminaristas mayores. 

## Episcopologio
Desde el 12 de octubre de 1994, cuando se creó la archidiócesis de Mérida-Badajoz, ha estado gobernada por 4 prelados, los cuales son:
| Título    | Nombre                      | Período    | Destino     |
| Arzobispo | Antonio Montero Moreno      | 1994-2004  | Emérito     |
| Arzobispo | Santiago García Aracil      | 2004-2015  | Emérito     |
| Arzobispo | Celso Morga Iruzubieta      | 2015-2024  | Emérito     |
| Arzobispo | José Rodríguez Carballo OFM | Desde 2024 | En el cargo |

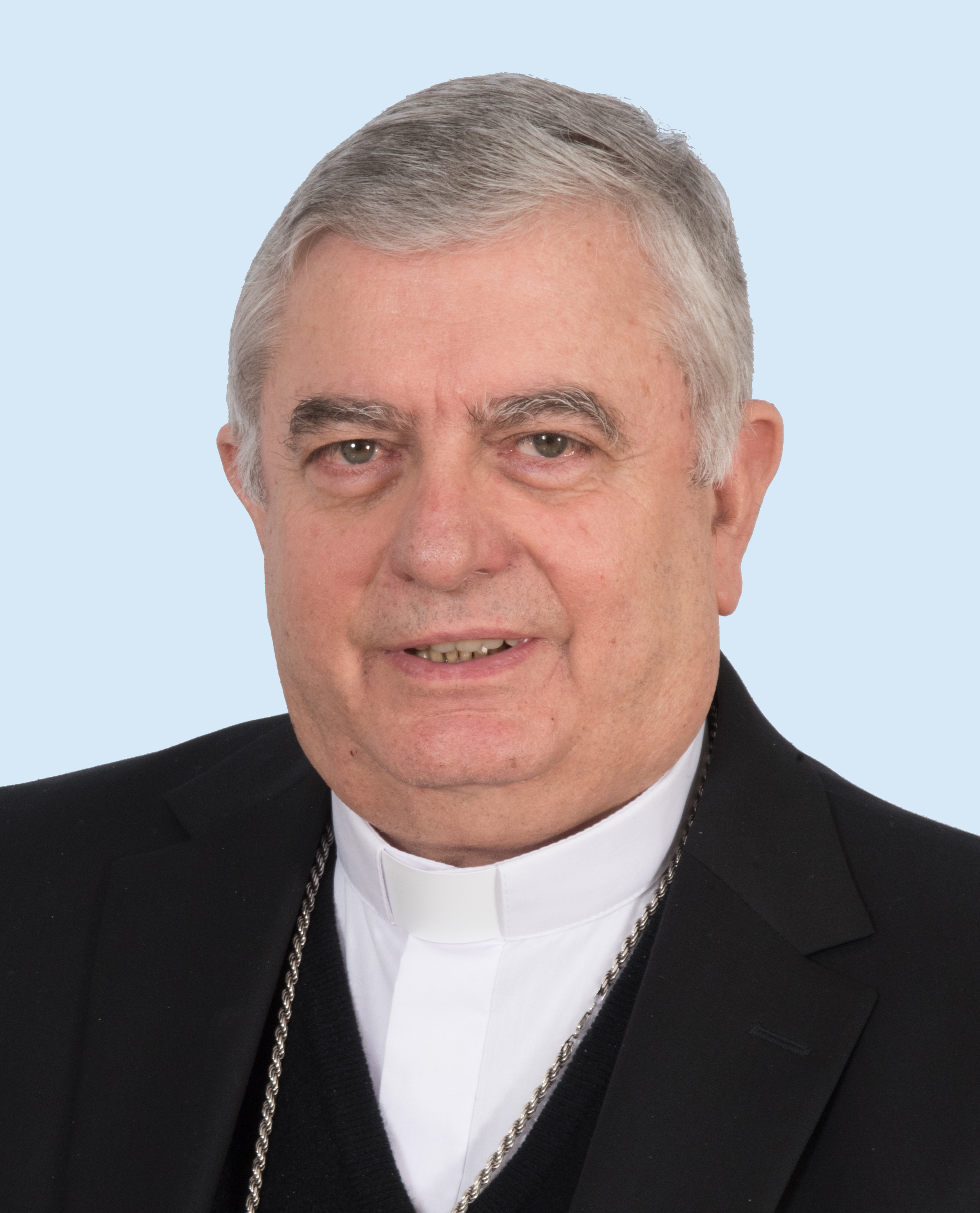
José Rodríguez Carballo, actual arzobispo.

Santiago García Aracil ha sido el arzobispo que más tiempo ha ocupado la cátedra episcopal, con 11 años de servicio pastoral.
José Rodríguez Carballo OFM es el arzobispo metropolitano, desde el 29 de junio de 2024. Fue nombrado el 14 de septiembre de 2023 como arzobispo coadjutor con derecho a sucesión, tomando posesión de la archidiócesis el 25 de noviembre siguiente en Badajoz.

## Patronos
El patrono de la archidiócesis metropolitana es san Juan Bautista.
Así mismo, varios prelados de la sede metropolitana han llegado a los altares; san Masona, san Fidel y san Paulo, arzobispos de Mérida y san Juan de Ribera, obispo de Badajoz.
Desde 2012 la mártir santa Eulalia es patrona de la juventud de la archidiócesis.
|                                              |
| San Juan Bautista en la Catedral de Badajoz. |

|                                                          |
| Santa Eulalia en la Concatedral de Santa Maria de Mérida |